# Варт (Нижняя Австрия)
Варт (нем. Warth (Niederösterreich)) — ярмарочная коммуна (нем. Marktgemeinde) в Австрии, в федеральной земле Нижняя Австрия. 
Входит в состав округа Нойнкирхен.  Население составляет 1575 человек (на 31 декабря 2005 года). Занимает площадь 29,9 км². Официальный код  —  31843.

## Политическая ситуация
Бургомистр коммуны — Михаела Валла (АНП) по результатам выборов 2010 года.
Совет представителей коммуны (нем. Gemeinderat) состоит из 19 мест.
- АНП занимает 12 мест.
- СДПА занимает 5 мест.
- Зелёные занимают 1 место.
- АПС занимает 1 место.